# Patsy Walker
Patsy Walker est un personnage de fiction, d'abord héroïne de séries de comic books publiées dans les années 1940 à 1960 par les firmes Timely, Atlas, puis Marvel Comics, avant d'être ré-adaptée en 1976 pour devenir la super-héroïne Hellcat de l'univers Marvel.

## Héroïne pour adolescentes

### Publication
Le personnage de Patsy Walker nait en 1944 sous le crayon de Ruth Atkinson, qui le dessine pendant les premières années. Divers dessinateurs lui succéderont, notamment Al Jaffee et Morris Weiss, jusqu'à l'arrivée de Al Hartley qui dessinera le personnage durant ses dix dernières années de publication, de 1957 à 1967. Stan Lee, qui écrit la plupart de ses histoires, est parfois cité comme son cocréateur. Patsy Walker est alors l'héroïne adolescente d'histoires humoristiques et sentimentales pour jeunes filles, aux côtés de son petit ami Buzz Baxter, de sa rivale Hedy Wolfe, et de son amie Nancy Brown. Ses aventures sont d'abord publiées à partir de novembre 1944 par Timely Comics dans le premier numéro du magazine féminin Miss America, ainsi que par la suite dans diverses séries de comic books parallèles : sa propre série homonyme Patsy Walker à partir de 1945, la série Teen  Comics partagée avec d'autres héroïnes de 1947 à 1950, les séries Patsy and Hedy et Patsy and her Pals à partir de 1952 et 1953... Chaque numéro contient plusieurs histoires courtes, mettant généralement en scène la rivalité amoureuse entre Patsy et sa costar Hedy. Beaucoup contiennent aussi des pages consacrées à des paper dolls, poupées de papier à l'effigie des héroïnes à découper ainsi que leurs vêtements afin de pouvoir les habiller de diverses façons, faisant d'eux des numéros recherchés par des collectionneurs.
Miss America, dont Patsy Walker fait la couverture depuis novembre 1951 sous la nouvelle appellation Patsy Walker Starring in Miss America, cesse de paraitre sous sa forme magazine en mars 1953 ; la publication passe au format comic book, conservant son titre et sa numérotation d'alors (la version comic débute au #51). Avec la création d'une nouvelle série dédiée, Girl's Life, l'héroïne est durant l'année 1954 la vedette de cinq parutions régulières différentes publiées simultanément, sans compter la série Wendy Parker dédiée à un autre personnage mais dans laquelle paraissent aussi de courtes aventures d'elle. Deux nouvelles séries avec elle sont lancées en 1957, mais ne paraissent que le temps d'un seul numéro : Hedy Wolfe et A Date With Patsy. Deux de ses séries paraissent encore dans les années 1960, publiées en alternance un mois sur deux (Patsy Walker et Patsy and Hedy).
Le numéro #95 de sa série homonyme paru en juin 1961 est avec Journey into Mystery #69 le premier comic book de l'ère moderne à être attribué à "Marvel Comics", portant alors la mention "MC" en couverture. Sa série est alors l'une des rares à avoir été publiée sans discontinuation par Marvel depuis l'âge d'or des comics, avec celle de Millie the Model également créée par Ruth Atkinson peu après elle, fin 1945 ; Patsy apparait d'ailleurs dans les pages et en couverture de Millie the Model #103 en 1961, Millie lui rendant la pareille dans Patsy Walker #98 plus tard dans l'année. Les numéros parallèles Patsy Walker #116 et Patsy and Hedy #95 parus en 1964 annoncent finalement la fin des études des personnages, après vingt années passées en milieu scolaire, et un passage à des histoires plus romantiques. La série homonyme ne survivra qu'un an et demi à ce changement, se terminant au #124, mais la série parallèle Patsy and Hedy, où les deux héroïnes travaillent désormais dans le milieu de la mode, continuera un an de plus, jusqu'au #110.
Fin 1965, alors que ces deux séries sont encore publiées, Patsy Walker fait une première apparition dans l'univers Marvel moderne à l'occasion d'un caméo avec sa covedette Hedy Wolfe dans Fantastic Four Annual #3, clin d'œil du scénariste Stan Lee alors auteur des deux séries qui ne se déroulent pourtant pas dans un même univers fictionnel. Les aventures individuelles de Patsy Walker cessent de paraitre un an plus tard, début 1967, après un total cumulé de plus de 400 numéros de ses diverses séries. Son personnage sera toutefois ré-adapté quelques années plus tard pour être définitivement intégré à l'univers Marvel en tant que super-héros.

### Parutions
- Miss America (magazine ; 82 numéros d'abord mensuels parus de 1944 à 1953 en 7 volumes : vol.1 #2-6, vol.2 #1-6, vol.3 #1-6, vol.4 #1-6, vol.5 #1-6, vol.6 #1-3, vol.7 #1-50 ; sur-titré Patsy Walker Starring in... à partir du vol.7 #4 ; bimestriel à partir du #33)
- Miss America (comic book ; sur-titré Patsy Walker Starring in... ; 42 numéros bimestriels de 1953 à 1958, numérotés #51-92)
- Patsy Walker (124 numéros bimestriels parus de 1945 à 1965 ; mention co-starring Hedy Wolfe en couverture du #34 au #57)
- All Teen Comics (1 numéro paru en 1947, numéroté #20 à la suite d'une autre série ; mention Patsy Walker en couverture)
- Teen Comics (15 numéros trimestriels parus de 1947 à 1950, numérotés #21-35 ; mention Patsy Walker en couverture)
- Patsy and Hedy (110 numéros d'abord mensuels parus de 1952 à 1967 ; bimestriel à partir du #30 ; sur-titré Patsy Walker and Hedy Wolfe du #1 au #33 ; sous-titré Career Girls du #96 au #108, puis Gals on the Go-Go! ; + 1 numéro annual paru en 1963)
- Patsy and her Pals (29 numéros bimestriels parus de 1953 à 1957)
- Wendy Parker (8 numéros mensuels puis bimestriels parus en 1953-1954 ; mention Patsy Walker en couverture à partir du #5)
- Girl's Life (sous-titré Patsy Walker's Own Magazine for Girls ; 6 numéros bimestriels parus en 1954)
- Hedy Wolfe (sous-titré Patsy Walker's Rival ; 1 numéro paru en 1957)
- A Date With Patsy (sous-titré Starring Patsy Walker ; 1 numéro paru en 1957)
- Patsy Walker's Fashion Parade (1 numéro annual paru en 1966)

De courtes aventures de Patsy Walker ont aussi été ponctuellement publiées dans Georgie Comics (#8, en 1946), Nellie The Nurse (#14, en 1948), Cindy Comics (#30, 34, 36, en 1948), Jeanie Comics (#24, en 1949), Margie Comics (#46, 47, en 1949), Kathy (#14, en 1961)...

## Hellcat
Hellcat est un personnage de fiction de Marvel Comics, super-héroïne de l'univers Marvel, ré-adaptation de l'ancienne héroïne pour adolescentes Patsy Walker.

### Publication
Six ans après le caméo dans Fantastic Four Annual #3 et cinq ans après la fin de la dernière série Patsy and Hedy, le scénariste Steve Englehart intègre les personnages de Patsy Walker et Buzz Baxter dans la continuité Marvel en 1972 en les faisant réapparaitre, désormais adultes et mariés, dans les aventures du Fauve publiées dans Amazing Adventures (vol.2). Leur publication s'arrêtant rapidement, l'auteur ne conclura cette histoire que trois ans plus tard en 1975-1976, en ré-introduisant ces trois personnages dans les pages de la série Avengers (vol.1), où Patsy Walker fait sa première apparition en tant que Hellcat dans le #144. Il fait ainsi d'elle une nouvelle version de "la Chatte", ancienne héroïne qui eut droit à sa propre série The Cat en 1972 avant de devenir Tigra en 1974. Bien qu'elle soit dotée d'un masque et d'un nom de code, l'identité réelle de Hellcat ne sera jamais tenue secrète dans l'univers Marvel.
Après avoir fait partie pendant un an de la distribution de la série Avengers, du #139 au #151, Hellcat est intégrée l'année suivante dans la série The Defenders (vol.1) dont elle demeure un personnage régulier pendant six ans, du #44 au #125. À l'occasion d'une apparition à ses côtés dans le #65 de la série en 1978, le personnage de Millie the Model, dont la série s'était arrêtée fin 1973, est également intégré à l'univers Marvel. En 1981, dans le #89 de la série, ses aventures de jeunesse sont rétroactivement intégrées dans la continuité de l'univers Marvel en étant présentées comme des œuvres de fictions écrites par sa mère s'inspirant de sa vie et de celle de ses amis dont Buzz Baxter et Hedy Wolfe ; son apparition avec Hedy dans Fantastic Four Annual #3 est également validée dans la continuité, et sera à nouveau mentionnée en 1994 dans la mini-série Marvels #2.
À la suite de la création éditoriale d'une nouvelle équipe (The New Defenders) à partir du #125 en 1983, Hellcat est retirée de la série The Defenders (par un mariage fictionnel), et ne fera plus que des apparitions ponctuelles dans divers séries, jusqu'à ce que son personnage soit carrément tué en 1994 par le scénariste Warren Ellis dans  le #14 de la série dédiée à son mari fictionnel Daimon Hellstrom, Hellstorm : Prince of Lies. Après une ré-adaptation pour la série The Avengers (vol.2) de l'univers alternatif Heroes Reborn en 1996 puis une apparition en tant que "mort-vivant" dans les pages de Avengers (vol.3) #10-11 en 1998, son personnage est ressuscité en 2000 dans Thunderbolts Annual 2000 par le scénariste Fabian Nicieza, qui le replace ensuite ponctuellement dans le contexte de ses aventures de l'âge d'or des comics, aux côtés de Hedy Wolfe et autres personnages de l'époque, dans Avengers Annual 2000. Hellcat a ensuite droit la même année à une mini-série homonyme, à nouveau écrite par Steve Englehart, puis à une participation aux mini-séries The Defenders (vol. 2) / The Order.
Ses apparitions se font ensuite plus discrètes durant les années suivantes, incluant cependant des adaptations dans les univers alternatifs Marvel Zombies et Ultimate Marvel, jusqu'à la célébration du 70e anniversaire de la naissance de la firme Marvel Comics, qui met à l'honneur en 2009 ses héros historiques créés à ses débuts, incluant Patsy Walker qui se voit attribuer une nouvelle mini-série, Patsy Walker : Hellcat, et des participations aux mini-séries Marvel Divas, Heralds, et Models, Inc. où réapparaissent également d'autres anciennes héroïnes similaires des années 1940 à 1960 dont Hedy Wolfe, Millie the Model et Chili Storm.
En janvier 2015, Marvel Entertainment annonce que l'actrice Rachael Taylor interprétera le personnage de Patsy Walker dans la série télévisée Jessica Jones alors en cours de développement. En fin d'année, alors que cette série télévisée est diffusée, est lancée une nouvelle série comics consacrée à l'héroine : Patsy Walker a.k.a. Hellcat.

### Apparitions notables
- Fantastic Four Annual #3 (fin 1965 ; apparition lors du mariage de Red et Susan ; reprise dans Marvels #2 en 1994)
- Amazing Adventures (vol.2) #13-15 (1972 ; série consacrée au Fauve)
- Avengers (vol.1) #139-151 (1975-1976 ; elle devient Hellcat dans le #144)
- The Defenders (vol.1) #44-125, (1977-1983 ; retcon de ses anciens comics au #89 ; absente de #112-115)
- Spidey Super Stories #39 (1979 ; version alternative renommée "la Chatte")
- Savage She-Hulk #13 et #14 (1981)
- West Coast Avengers #14-16 (1986)
- The Defenders (vol.1) #148 (1986)
- Solo Avengers #9 (1988)
- Marvel Comics Presents (vol.1) #36 (1989)
- Avengers Spotlight #27 (1989)
- Avengers (vol.1) #313 (1990)
- Marvel Super-Heroes (vol.3) #1 (1990)
- Marvel Fanfare (vol.1) #59 (1991 ; premier retour à Centerville avec Hedy & co.)
- Hellstorm (vol.1) #2-16  (1993-1994 ; courtes apparitions dans la plupart des numéros ; suicide dans le #14)
- Avengers (vol.2) #1-11 (1996-1997 ; version alternative de l'univers Heroes Reborn)
- Avengers (vol.3) #10 et #11 (1998 ; mort-vivante)
- Thunderbolts Annual 2000 (2000 ; résurrection)
- Avengers Annual 2000 (2000 ; retour à Centerville avec Hedy & co.)
- Hellcat #1-3 (2000 ; mini-série)
- The Defenders (vol. 2) #1-12 (2001-2002)
- The Order #1-6 (2002 ; mini-série)
- Marvel Comics Presents (vol. 2) #1-4 (2007)
- Last Defenders #4 (2008)
- King-Size Spider-Man Summer Special #1 (2008 ; avec Millie et Mary Jane Watson)
- Patsy Walker : Hellcat #1-5 (2008-2009 ; mini-série)
- Marvel Divas #1-4 (2009 ; mini-série)
- Models, Inc. #1-4 (2009 ; mini-série, avec Hedy, Millie, Chili...)
- Heralds #1-5 (2010 ; mini-série)
- I Am an Avenger #2 (2010)
- X-Men : To Serve and Protect #4 (2010)
- Fear Itself : the Deep #4 (2011)
- She-Hulk (vol. 3) #1 (2014)
- Patsy Walker a.k.a. Hellcat (2015- ; série)

### Biographie fictive
La rousse Patricia Walker, surnommée "Patsy", mène une vie d'adolescente normale dans la petite ville américaine de Centerville en Californie, entourée de ses parents Dorothy et Joshua, de son petit frère Mickey, de son petit-ami Robert "Buzz" Baxter, de sa rivale la brune et riche Hedy Wolfe, et de son amie Nancy "Nan" Brown, avant de travailler dans le milieu de la mode aux côtés d'Hedy. Sa mère dessinatrice a fait d'elle l'héroïne de ses populaires séries de comic books, s'inspirant de la vie de sa fille et de celle de ses amis et connaissances qui touchent en retour des droits sur les ventes (raconté dans The Defenders #89, en 1981). Patsy Walker finit par épouser Baxter, abandonnant sa carrière pour le suivre lors de son affectation à la compagnie Brand Corporation comme chef de la sécurité (dans Amazing Adventures vol.2, #13, en 1972). Elle y rencontre le chercheur (et alors ex X-Man) Henry Mac Coy, qui venait de devenir à la suite d'une expérience le fauve bestial que l'on connait aujourd'hui, auquel elle vient en aide en échange d'une promesse mystérieuse (au #15). Mais celui-ci quitte brusquement la compagnie pour une mission au Canada (dans Incredible Hulk #161, en 1973), avant de disparaitre de la circulation, en fait enlevé par l'Empire Secret (révélé dans Captain America #175 en 1974). Sans nouvelles de lui, et lassée de sa vie ennuyeuse de femme au foyer auprès d'un mari devenu violent, elle finit par divorcer.
Apprenant la réapparition du Fauve qui venait de rejoindre les Vengeurs (dans Avengers vol.1  #137, en 1975), Patsy Walker se rend au QG du groupe pour lui réclamer son dû : une promesse de réaliser son rêve en faisant d'elle une super-héroïne par n'importe quel moyen (au #139 et suivants). Elle suit le Fauve et les Vengeurs dans une mission aux locaux de la Brand Corporation, où elle découvre une réplique du costume de l'ancienne héroïne nommée la Chatte, devenue depuis Tigra ; sur les conseils de Iron Man et Captain America, elle l'enfile et se surnomme Hellcat, réalisant finalement son rêve (au #144). Le costume, destiné à amplifier les capacités humaines, lui permet d'affronter Baxter, qui participait aux méfaits de la compagnie. Après leur victoire, les Vengeurs lui proposent d'intégrer l'équipe ; mais après quelques aventures avec eux, elle part pour Titan avec Dragon-Lune pour y développer ses capacités physiques et mentales (au #151, en 1976).
Désormais dotée de pouvoirs psychiques, Hellcat revient sur terre peu après, envoyée par Dragon-Lune pour aider le Docteur Strange, et rejoint le groupe qu'il a formé, les Défenseurs (dans The Defenders vol.1 #44, en 1977). Elle en demeure un des piliers durant plusieurs années, aux côtés de son amie la Valkyrie, de Nighthawk et de Hulk. Vivant avec eux au QG du groupe et se consacrant exclusivement à ses activités héroïques, elle ne cherche pas à garder secrète son identité civile, qui était de toute façon déjà connue des Vengeurs et du personnel de la Brand Corporation. Au cours d'un combat contre des forces surnaturelles, elle fait l'acquisition d'un "manteau d'ombre" lui permettant de faire apparaitre des armes et de se téléporter dans d'autres dimensions (au #60) ; elle s'en débarrassera plus tard à cause des problèmes qu'il causait (au #103). Elle retrouve un jour une de ses connaissances du milieu de la mode, Millie Collins, devenue directrice d'une agence de mannequins, mais refuse sa proposition de redevenir mannequin (au #65). Au terme d'une rencontre avec l'extra-terrestre Omega qui se termine mal, Dragon-Lune lui reprend ses pouvoirs mentaux, déçue de l'usage qu'elle en faisait (au #77). Patsy Walker apprend par la suite le décès de sa mère, avec qui elle était fâchée depuis longtemps, et recueille sa vieille gouvernante Dolly Donahue (au #89) ; celle-ci s'occupera désormais du QG du groupe, jusqu'à sa dissolution (au #152, en 1986), nouant une relation avec l'un des Défenseurs aussi âgé qu'elle, la Gargouille.
Hellcat rencontre au sein de l'équipe Daimon Hellstrom, surnommé "le fils de Satan" (dans The Defenders #92, en 1981), dont le père, un des seigneurs des enfers nommé Satan, la manipule pour lui faire croire qu'elle est également sa fille et la transforme en un démon à son image pour l'aider à envahir la terre (au #100). Satan vaincu, elle est libérée de son emprise, mais continue de douter de sa véritable identité, jusqu'à ce qu'elle retrouve son vrai père, qui avait quitté le foyer quand elle était jeune (au #111). Après une brève absence de l'équipe pour renouer ses liens familiaux, elle revient et avoue son amour à Hellstrom (au #116). Les deux amants finissent par se marier, après avoir affronté Baxter devenu le super-villain Mad Dog, et quittent le groupe (au #125, en 1983). Ils deviennent "enquêteurs de l'occulte", et aideront à l'occasion la nouvelle équipe (au #148) et les Vengeurs de la Côte Ouest (dans West Coast Avengers #14-16, en 1986). Le couple retourne un jour dans la ville natale de Patsy où elle retrouve ses connaissances du passé, dont Hedy Wolfe, qui lui reprochent d'avoir, de par ses activités héroïques et occultes de notoriété publique, gâché l'image de son personnage de jeune fille innocente popularisée par les séries comics dessinées par sa mère (dans Marvel Fanfare vol.1 #59, en 1991).
Mais bientôt, Daimon Hellstrom, désormais privé de sa part démoniaque, se meurt. Pour le sauver, son épouse doit procéder à un rituel occulte pour le réunir avec sa part d'ombre, processus qui la mène à la folie. Prostrée dans une chambre du manoir d'Hellstrom, malgré la présence de son ex-allié des Défenseurs la Gargouille venu s'occuper d'elle après la mort de Dolly Donahue, elle finit par se suicider, poussée par le démon Deathurge (dans Hellstorm: Prince of Lies #14, en 1994). Son cadavre est brièvement ré-animé quelques années plus tard par Ergot Noir pour lui faire affronter les Vengeurs (dans Avengers vol.3 #10 et #11, en 1998). Son âme est en fait piégée en enfer ; souhaitant l'en délivrer, Hellstrom manipule Œil de Faucon, alors leader des Thunderbolts, pour le pousser à se rendre aux enfers pour y récupérer sa propre femme, l'héroïne Oiseau Moqueur, elle aussi morte et piégée là-bas. Trompé par Hellstrom, Œil-de-Faucon en ramène par erreur à la place le corps et l'âme de Patsy Walker (dans Thunderbolts Annual 2000). Celle-ci est ainsi ramenée à la vie terrestre, dotée de nouveaux pouvoirs psychiques, mais rejette son mari dont elle divorcera. Rapidement remise, elle publie son autobiographie, puis retourne à Centerville, devenu un lieu de pèlerinage à la gloire de son adaptation en personnage de comic book, y retrouvant ses anciennes connaissances dont Hedy Wolfe devenue présidente de la compagnie gérant l'image de son personnage ; elle doit cependant délivrer la ville d'une force maléfique, avec l'aide des Vengeurs (dans Avengers Annual 2000).
Après une aventure en solo où elle affronte les divers seigneurs des enfers (dans la mini-série Hellcat, en 2000), Hellcat rejoint de nouveau les Défenseurs, jusqu'à leur dissolution (dans les mini-séries The Defenders vol. 2 puis The Order, en 2001-2002). Elle vit encore quelques aventures par la suite, en solo après avoir rejoint l'Initiative et avoir été assignée en Alaska (dans la mini-série Patsy Walker : Hellcat, en 2008), ou aux côtés d'autres héroïnes (dans les mini-série Marvel Divas et Heralds, en 2009 et 2010). Elle retrouve également un temps le milieu de la mode et d'anciennes amies mannequins dont Hedy Wolfe, Millie Collins et Chili Storm (dans la mini-série Models, Inc. en 2009). Elle est ensuite embauchée comme enquêtrice pour le cabinet d'avocat de Jennifer Walters alias She-Hulk (dans She-Hulk vol.3 #1 en 2014).

### Versions alternatives
Le personnage de Patsy Walker / Hellcat a aussi été adapté dans des versions alternatives pour les univers Heroes Reborn en 1996-1997 (dans The Avengers vol.2), et Marvel Zombies et Ultimate Marvel dans les années 2000. Il était aussi apparu en 1979 dans l'univers adapté pour les enfants de la série Spidey Super Stories (au #39), mais sous l'ancien nom "la Chatte" (the Cat), évitant la référence à l'enfer (hell). Il est adapté en 2015 pour l'univers cinématographique Marvel, apparaissant dans la série télévisée Jessica Jones.

### Pouvoirs
- Patsy Walker est une athlète entrainée au combat et douée en arts martiaux.
- Elle possède un certain degré de pouvoir psychique, en particulier pour la détection magique à proximité.
- Son costume augmente sa force, sa vitesse et ses réflexes ; il est équipé de griffes rétractables sur les gants et les bottes, assez solides pour grimper aux murs ou fendre une brique.
- Un gantelet possède aussi un système de propulsion pour un filin en acier de 10 mètres de long, servant de grappin ou de corde.
- Hellcat possède des connaissances en art occulte.

Dans la série où elle apparaît (Jessica Jones), le personnage ne possède pas les mêmes pouvoirs que dans les comics. À la suite d'une manipulation de Karl Malus, Patsy Walker obtient divers pouvoirs:Elle obtient une force surhumaine, bien que moins importante que celle de Jessica Jones. Elle obtient aussi une résistance, une dextérité, une agilité et des réflexes améliorés. Elle obtient aussi une vision lui permettant de voir dans le noir.

## Apparitions dans d'autres médias

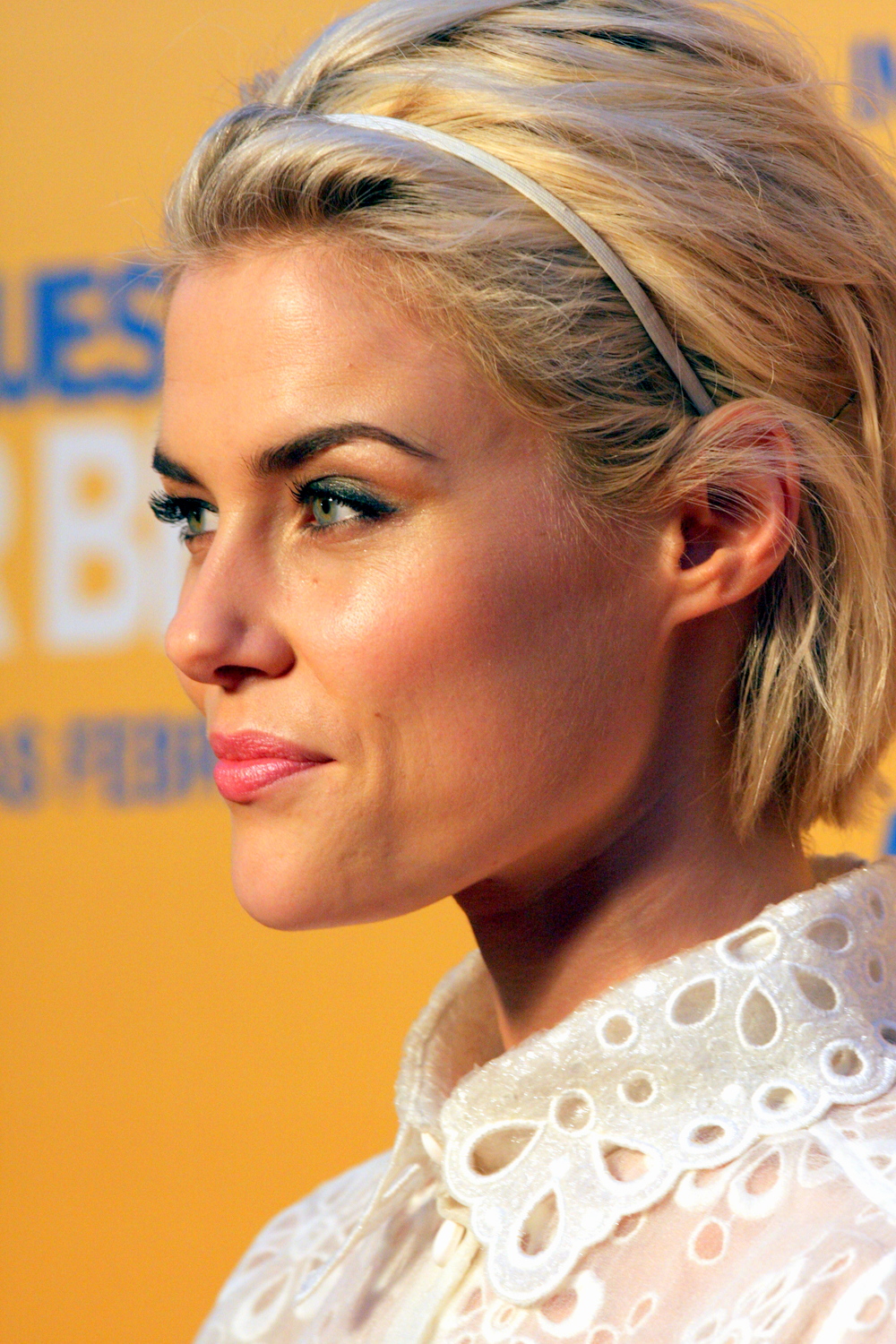
Rachael Taylor incarne Trish Walker dans Jessica Jones (2015)

Sauf indication contraire, les informations mentionnées dans cette section peuvent être confirmées par la base de données cinématographiques IMDb,  présente dans la section « Liens externes ».

### Télévision
Interprétée par Rachael Taylor dans l'univers cinématographique Marvel
- 2015 : Jessica Jones saison 1 (série télévisée) – Patsy Walker surnommée Trish est la meilleure amie de Jessica Jones et est animatrice d'un talk show à la radio : Trish Talk.
- 2016 : Luke Cage saison 1 (série télévisée) (voix)
- 2017 : The Defenders saison 1 (série télévisée) : Trish est mis en danger par son lien avec Jessica et son émission de radio. Elle sera sauvée par Daredevil et Jessica puis envoyée sous protection policière.
- 2018 : Jessica Jones saison 2 (série télévisée) : Trish devient plus indépendante et dangereuse, elle entretient des relations compliquées avec Jessica et Malcolm, elle finit par être blessée et se fait injecter le même sérum que Jessica. Elle tue la mère de Jessica détruisant sa relation avec cette dernière
- 2019 : Jessica Jones saison 3 (série télévisée) : Trish a passé les derniers mois à s'entraîner pour devenir une justicière. Elle se retrouve face à Jessica envoyée par sa mère. Quand Jessica est attaquée chez elle. Trish fait équipe avec Jessica pour traquer un tueur en série.